# Arcenillas
Arcenillas é um município da Espanha na província de Zamora, comunidade autónoma de Castela e Leão, de área 8 km² com população de 318 habitantes (2007) e densidade populacional de 39,75 hab./km².

## Demografia
| Variação demográfica do município entre 1991 e 2004 | Variação demográfica do município entre 1991 e 2004 | Variação demográfica do município entre 1991 e 2004 | Variação demográfica do município entre 1991 e 2004 |
| --------------------------------------------------- | --------------------------------------------------- | --------------------------------------------------- | --------------------------------------------------- |
| 1991                                                | 1996                                                | 2001                                                | 2004                                                |
| 248                                                 | 281                                                 | 295                                                 | 309                                                 |